# عفنة إبرية
عفنة إبرية (الاسم العلمي:Mucor acicularis) هي نوع من الفطريات تتبع جنس العفنة من الفصيلة العفنية.